# Текстура шлірова

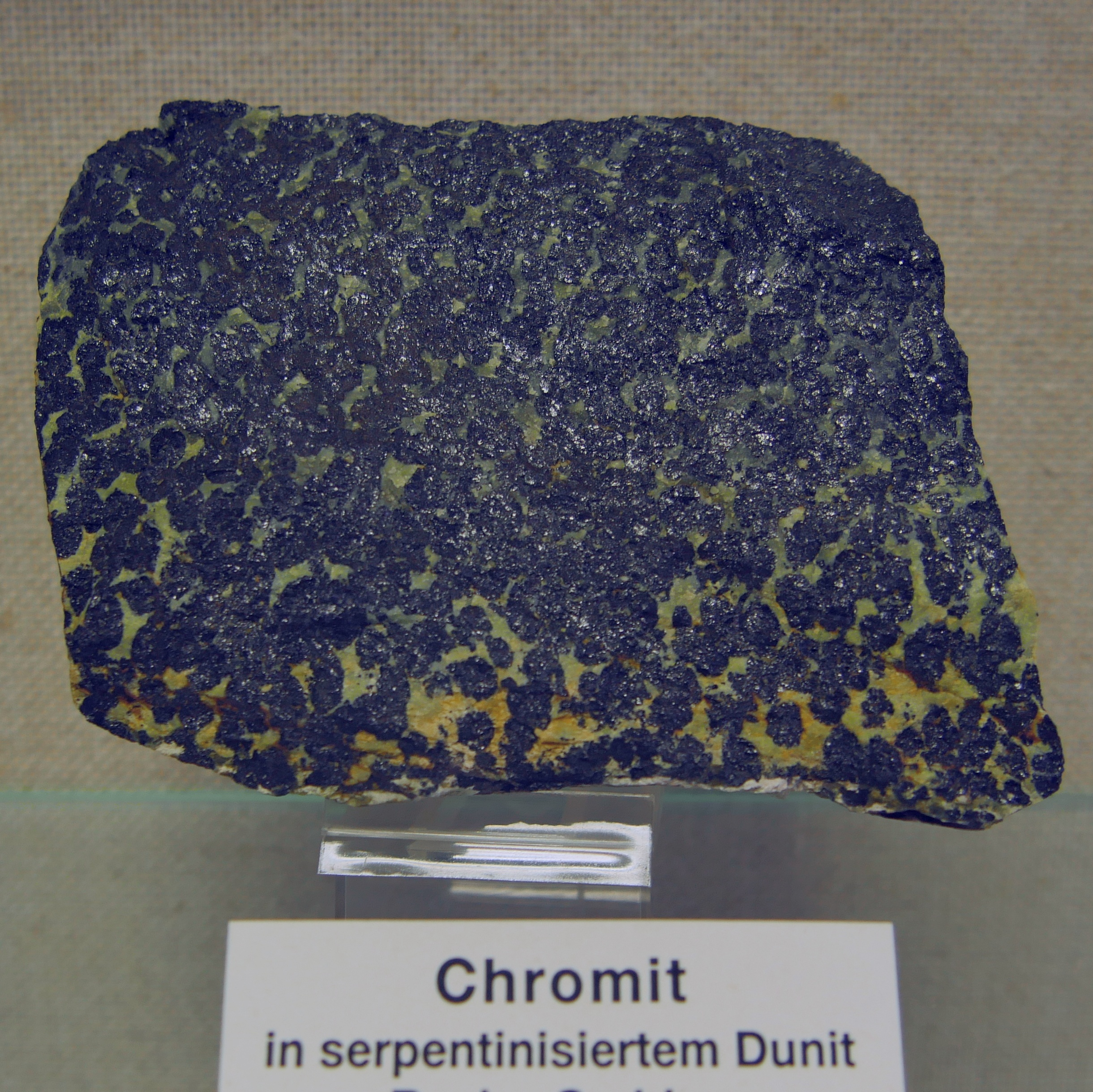
Шлір — хроміт у дуніті.

Текстура шлірова — характерна навністю шлірів — мінеральних скупчень у виверженій магматичній гірській породі, які відрізняються за складом, структурою або кількісними співвідношеннями складових частин.